# Richard Leibler
Richard Leibler est un mathématicien et cryptologue américain né le 18 mars 1914 à Chicago et mort le 25 octobre 2003 à Reston en Virginie. En statistiques, il est célèbre pour ses travaux avec Solomon Kullback sur la divergence de Kullback-Leibler.

## Publications
- (en) S. Kullback et R. Leibler, « On information and sufficiency », Annals of Mathematical Statistics, vol. 22,‎ 1951, p. 79-86